# Patrick Chauvet (rugby à XIII)
 (novembre 2022).
Si vous disposez d'ouvrages ou d'articles de référence ou si vous connaissez des sites web de qualité traitant du thème abordé ici, merci de compléter l'article en donnant les références utiles à sa vérifiabilité et en les liant à la section « Notes et références ».
Pour les articles homonymes, voir Chauvet.
Pas d'image ? Cliquez ici

a Compétitions nationales et continentales officielles uniquement.

b Matchs officiels uniquement.
Patrick Chauvet, né le 2 avril 1952 à Carcassonne, est un joueur de rugby à XIII dans les années 1970 évoluant au poste de ailier.
Natif de l'Aude, il joue pour l'AS Carcassonne dans le Championnat de France remportant le Championnat de France en 1976 ainsi que la Coupe de France en 1977
Ses bonnes prestations en club l'amènent à être sélectionné en équipe de France et compte cinq sélections remportant la Coupe d'Europe des nations en 1977 et a pris part à la Coupe du monde 1975 et Coupe du monde 1977.

## Palmarès
- Collectif : 
  - Vainqueur de la Coupe d'Europe des nations : 1977 (France).
  - Vainqueur du Championnat de France : 1976 (Carcassonne).
  - Vainqueur de la Coupe de France : 1977 (Carcassonne).
  - Finaliste du Championnat de France : 1977 et 1979 (Carcassonne).
  - Finaliste de la Coupe de France : 1979 (Carcassonne).

### Détails en sélection
| 1. | 17 octobre 1975 | Nouvelle-Zélande          | 12-12 | Coupe du monde | Ailier | - | - | - | - |
| 2. | 26 octobre 1975 | Australie                 | 2-41  | Coupe du monde | Ailier | - | - | - | - |
| 3. | 20 février 1977 | Pays de Galles            | 13-2  | Coupe d'Europe | Ailier | - | - | - | - |
| 4. | 29 mai 1977     | Papouasie-Nouvelle-Guinée | 6-37  | Test-match     | Ailier | - | - | - | - |
| 5. | 5 juin 1977     | Grande-Bretagne           | 4-23  | Coupe du monde | Ailier | - | - | - | - |